# Harvey Dunn

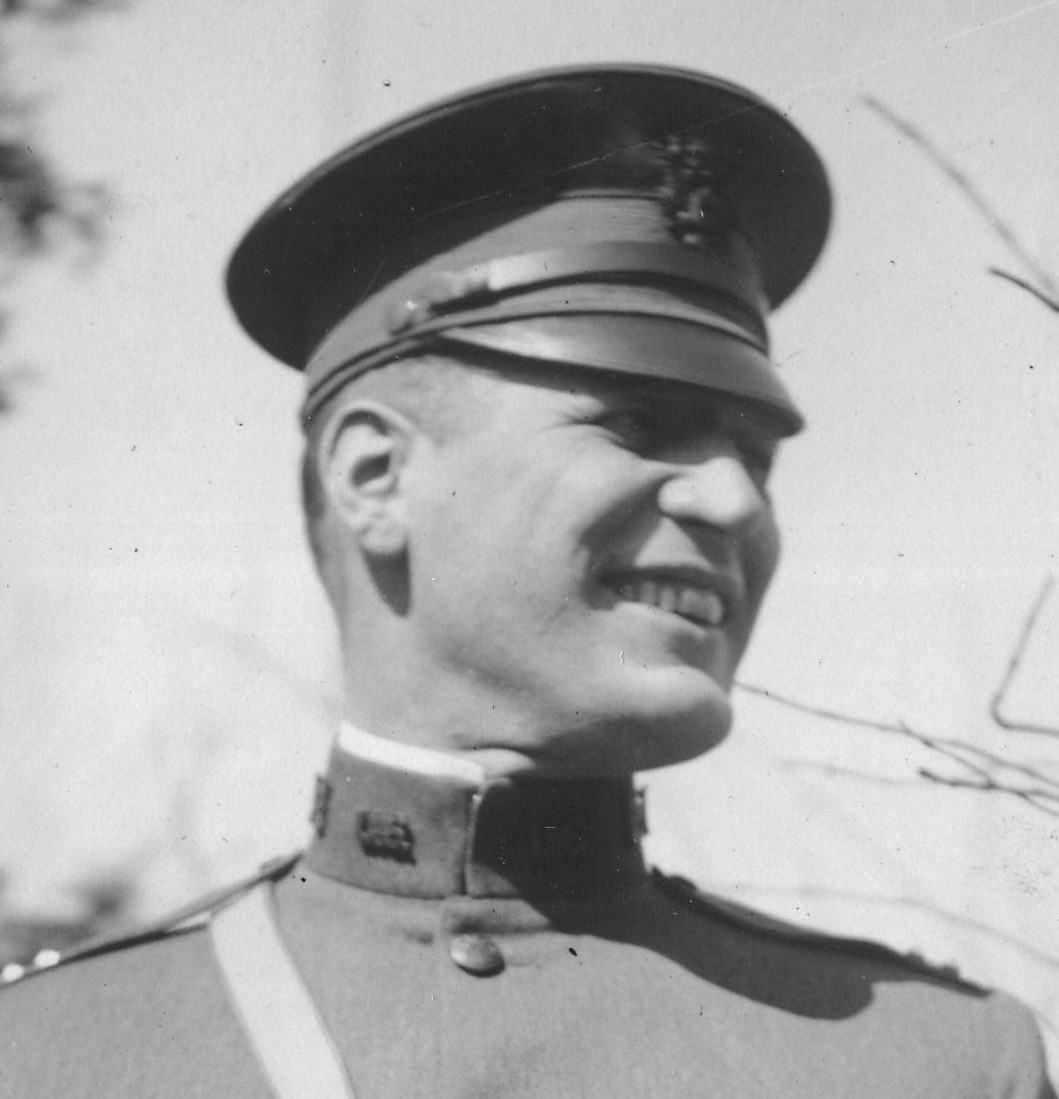
Harvey Dunn als Angehöriger der American Expeditionary Forces in Frankreich, Foto, November 1918

Harvey Dunn (* 8. März 1884 in Manchester, South Dakota; † 29. Oktober 1952 in New York, New York) war ein US-amerikanischer Illustrator, Maler und Lehrer.
Als sein bekanntestes Werk gilt das aus dem Jahr 1950 stammende Gemälde The Prairie is my Garden. Einen Namen als Illustrator machte sich Dunn allerdings bereits vor und während des Ersten Weltkriegs.

## Leben
Harvey Dunn kam am 8. März 1884 als Sohn von Bauern in der Nähe von Manchester, South Dakota, zur Welt. Mit 17 verließ er den ländlichen Hof seiner Eltern und inskribierte sich ins South Dakota Agricultural College in Brookings, wo er die Kunstprofessorin Ada Caldwell kennenlernte. Seine Noten waren zwar mittelmäßig, doch Caldwell erkannte sein Talent. Mit ihrer Hilfe besuchte er das Chicago Institute of Art. Dort wurde er ein Schüler von Howard Pyle. Im Jahr 1906 eröffnete Dunn sein eigenes Studio in Wilmington, Delaware. Zu dieser Zeit erfreuten sich seine Arbeiten bereits großer Beliebtheit. Besonders seine Illustrationen waren in diversen Magazinen, wie beispielsweise der Saturday Evening Post, zu sehen. Im Jahr 1914 zog Dunn nach Leonia, New Jersey, wo er im Jahr darauf mit dem Künstler Charles S. Chapman die Leonie School of Illustration gründete. In jener Zeit in New Jersey, kurz bevor die Vereinigten Staaten dem Ersten Weltkrieg beitraten, feierte Dunn seine größten Erfolge als Illustrator.

### Erster Weltkrieg

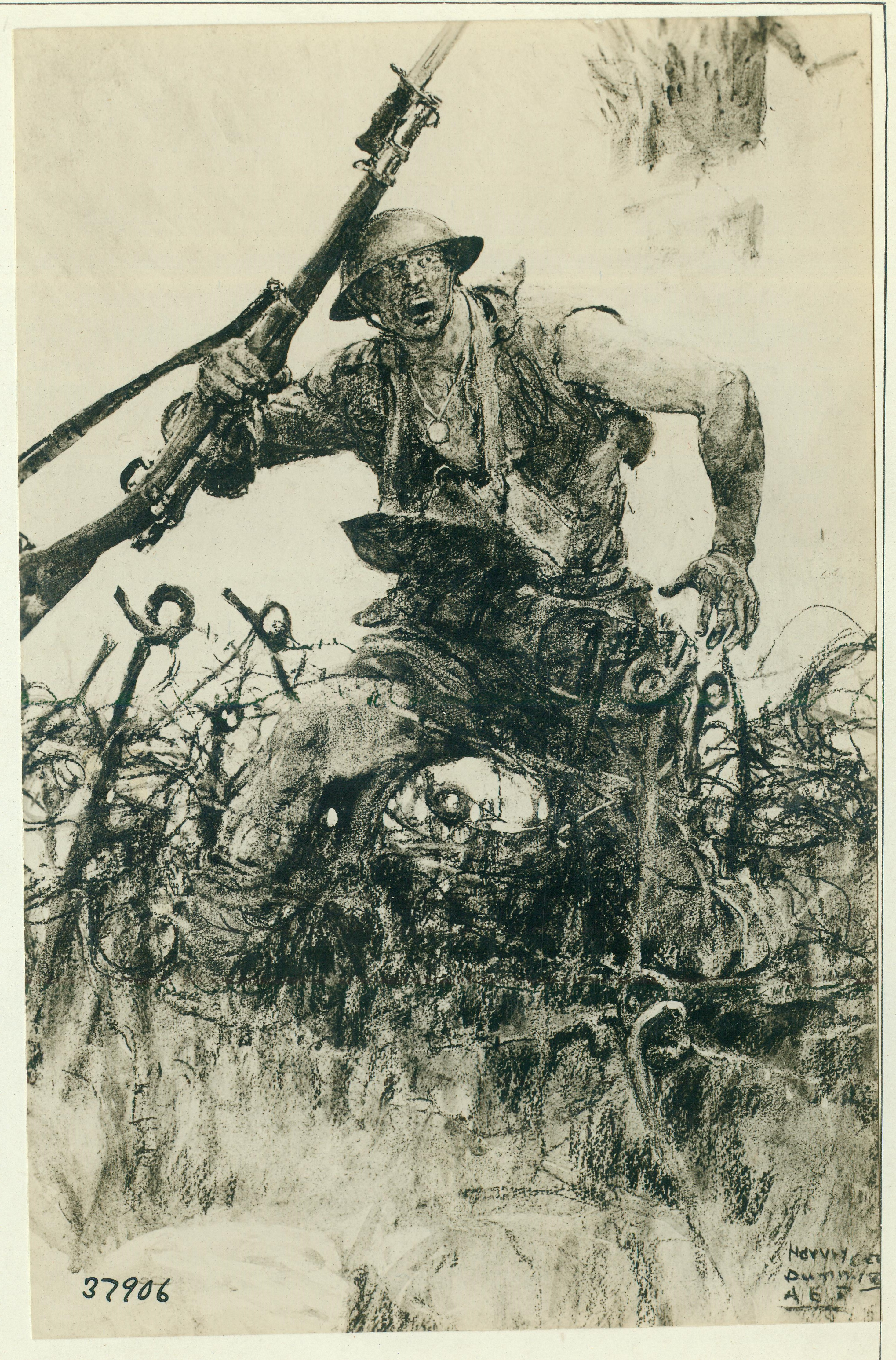
Doughboy Fighting through Barbed Wire Entanglement (1918)

Im Jahr 1918 unterbrach Dunn seine erfolgreiche Karriere, um mit den American Expeditionary Forces an die Westfront des Ersten Weltkriegs nach Frankreich zu gehen. Er war einer von nur acht Amerikanern, die als Illustratoren am Kriegsgeschehen teilnahmen. In dieser Zeit schuf er einige seiner aussagekräftigsten und schockierendsten Illustrationen. Dunn scheute sich nicht davor, die kräftezehrenden Grabenkriege in all ihren Grausamkeiten darzustellen. Im auf der rechten Seite dargestellten Bild sieht man beispielsweise einen Soldaten, der trotz aller Schmerzen durch einen Stacheldrahtzaun marschiert. Die Angst ist ihm ins Gesicht geschrieben. Und aus eben diesem Grund kämpft er sich voller Schmerzen durch das Hindernis. Dunn meinte später dazu, dass ihn die Grausamkeiten des Krieges für immer verändert hätten. Diese seien auch der Grund für eine drastische Veränderung seines Stiles als Künstler in den folgenden Jahrzehnten gewesen. Bereits im Jahr 1917, also bevor er an die Front ging, kreierte Dunn Propagandaplakate für den Ersten Weltkrieg, welche in der Werkauswahl zu sehen sind. Auf einem ist zu lesen (Übersetzung): „Der Sieg ist eine Frage der Kraft. Sendet – Weizen, Fleisch, Fette, Zucker. Den Treibstoff für unsere Kämpfer.“ Zwei Soldaten sind auf diesem Plakat vor einer tristen Winterlandschaft zu sehen. Der Gesichtsausdruck der beiden ist noch deutlich selbstbewusster als bei seinen späteren Werken während des Krieges, was darauf schließen lassen dürfte, dass Dunn zu dieser Zeit noch nicht an der Front war und dass er noch ein positiveres Bild vom Krieg hatte.

### Leben nach dem Krieg und Tätigkeit als Lehrer
Im Jahr 1919 zog er nach Tenafly, New Jersey, wo er in der Nähe seines Hauses ein großes Studio aufmachte. Er konzentrierte sich wieder darauf Werbematerial herzustellen. Die Eindrücke, welche er im Ersten Weltkrieg gesammelt hatte, hätten laut Dunn sein restliches Leben und somit auch sein Werk geprägt. Denn wenn die düsteren Erinnerungen aufkamen, suchte Dunn gedankliche Zuflucht in seinen Erinnerungen an das friedvolle Leben in der Prärie in South Dakota, was er auch in seinen Bildern festhielt. 
Harvey Dunn unterrichtete nicht nur an der von ihm gegründeten Leonie School of Illustration, sondern auch in der Grand Central School of Art in New York City. Einige seiner Schüler wurden selbst zu erfolgreichen Malern und Illustratoren. Zu diesen zählen Dean Cornwell, John Clymer, Gerard Delano, Arthur Mitchell, Bert Proctor, Jack Roberts, Harold Von Schmidt und Frank Street. Dunn galt unter seinen Schülern als ein strenger Lehrer, der viel verlangte. Dunn war der Auffassung, Talent allein reiche nicht zum Erfolg. Er nahm sich laut seinen Schülern viel Zeit für jeden Einzelnen. Da viele seiner Schüler ohnehin schon beruflich zeichneten, lehrte er kaum Zeichentechniken, sondern versuchte seine Schüler durch Worte zu inspirieren.

### Die späteren Jahre

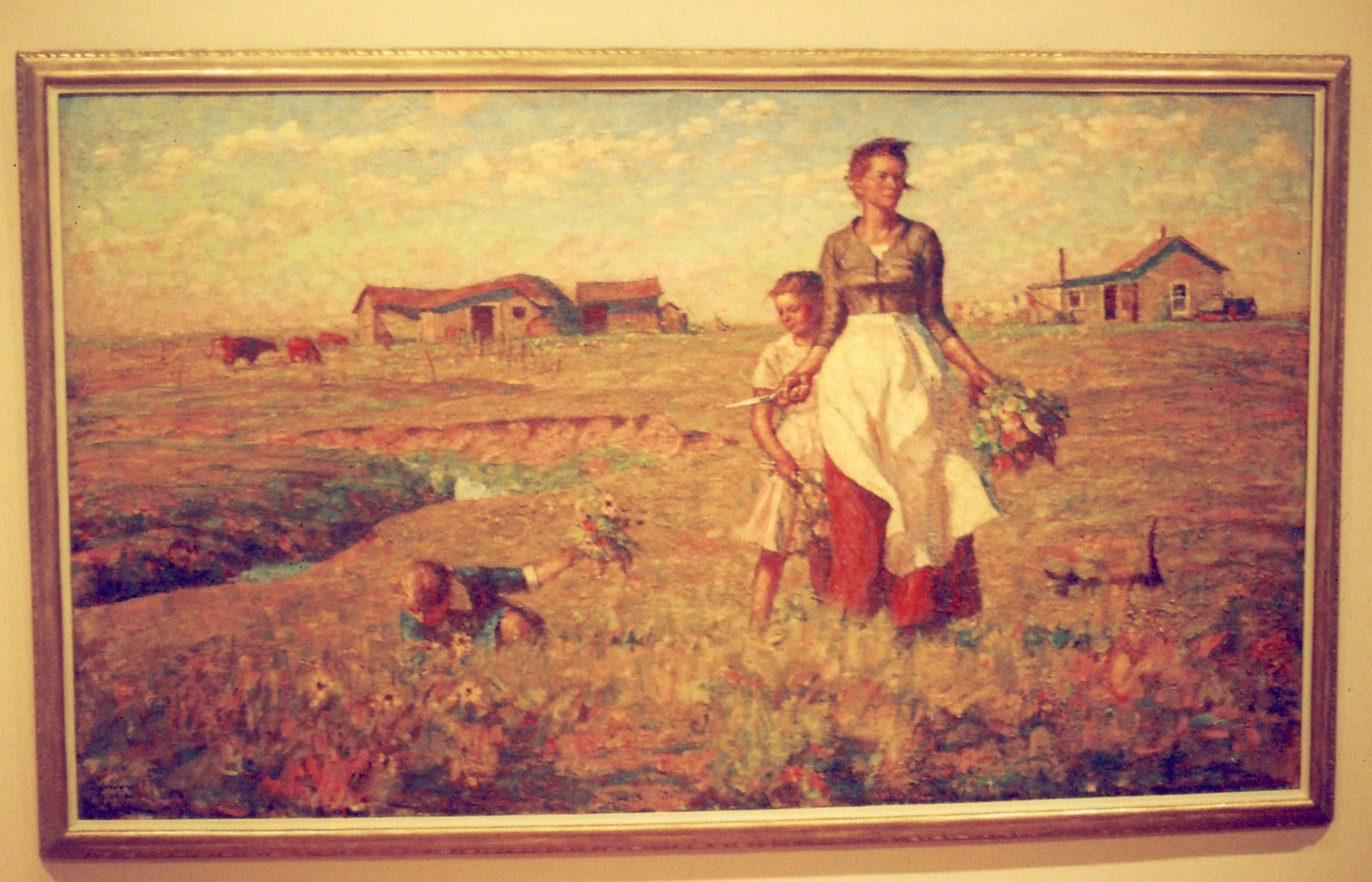
The Prairie is my Garden (1950), South Dakota Art Museum

In seinen späten Jahren entstanden hauptsächlich Gemälde, welche das einfache Prärieleben in den Dakotas darstellen. Diese zeigen im Vergleich zu anderen Künstlern keine Darstellungen von Cowboys oder Indianern und deren Leben im Wilden Westen. Seine Bilder beschäftigen sich vielmehr mit dem Alltag, den Tätigkeiten und der Arbeit, denen die ländlichen Bewohner der Dakotas zu seiner Kindheit und Jugend nachgingen. Es handelt sich um romantisierte Darstellungen des einfachen Lebens auf dem Land. Das Bild auf der rechten Seite ist Dunns wahrscheinlich bekanntestes Werk, das Bild The Prairie is my Garden. Es zeigt eine Mutter mit ihren Kindern beim Pflücken von Blumen auf einer Wiese vor deren Haus. Solche Bilder sind typisch für Dunns spätes Werk. Nicht viele seiner Gemälde über das Leben in der Prärie wurden verkauft. Im Jahr 1950 spendete er daher 42 seiner Gemälde über die Prärien der Dakotas an das South Dakota Art Museum, wo man sie noch heute sehen kann.

### Tod und Nachleben
Harvey Dunn starb am 29. Oktober 1952 in New York City im Alter von 68 Jahren. Viele seiner Illustrationen über den Ersten Weltkrieg gehören der Smithsonian Institution und sind in deren Museen ausgestellt. Eine große Anzahl seiner Gemälde hängt in Museen wie dem South Dakota State Art Museum. Sein Schaffen ist somit öffentlich zugänglich. Sein Name lebt in der Harvey Dunn Elementary School, einer Volksschule in Sioux Falls, South Dakota, weiter.

## Werke (Auswahl)

### Kriegsplakate und Gemälde
Harvey Dunn arbeitete vor dem Ersten Weltkrieg als Illustrator und zeichnete Propagandaplakate für die US-Regierung. Diese riefen Leute dazu auf, Lebensmittel an die Soldaten an der Front zu schicken. Das letzte Bild entstand 1918 in der Zeit, als Dunn in Frankreich an der Front stationiert war, um als einer von nur acht US-amerikanischen Illustratoren über die Geschehnisse an der Front zu berichten. Dunn zeigt hier ein sehr tristes und grausames Bild vom Krieg auf. Das war typisch für dessen Illustrationen aus seiner Zeit an der Front. Die schrecklichen Eindrücke, die er hier sammelte, sollten ihn und somit auch seine Kunst drastisch verändern.

Victory is a Question of stamina. Send – the Wheat, Meat, Fats, Sugar. The fuel for fighters
They are giving all – Will you send them wheat?
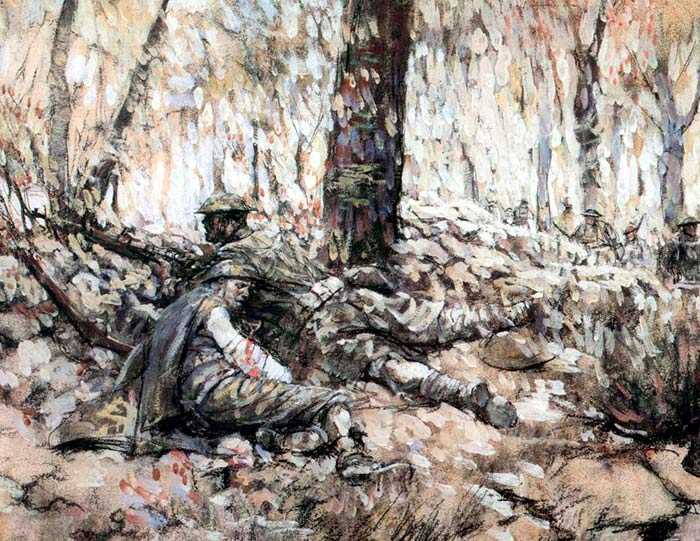
Sunday Morning at Cunel

### Illustrationen und Gemälde nach dem Ersten Weltkrieg
Nach dem Ersten Weltkrieg konzentrierte sich Dunn hauptsächlich auf seine Tätigkeit als Lehrer. Er begann außerdem vermehrt damit Gemälde zu malen.

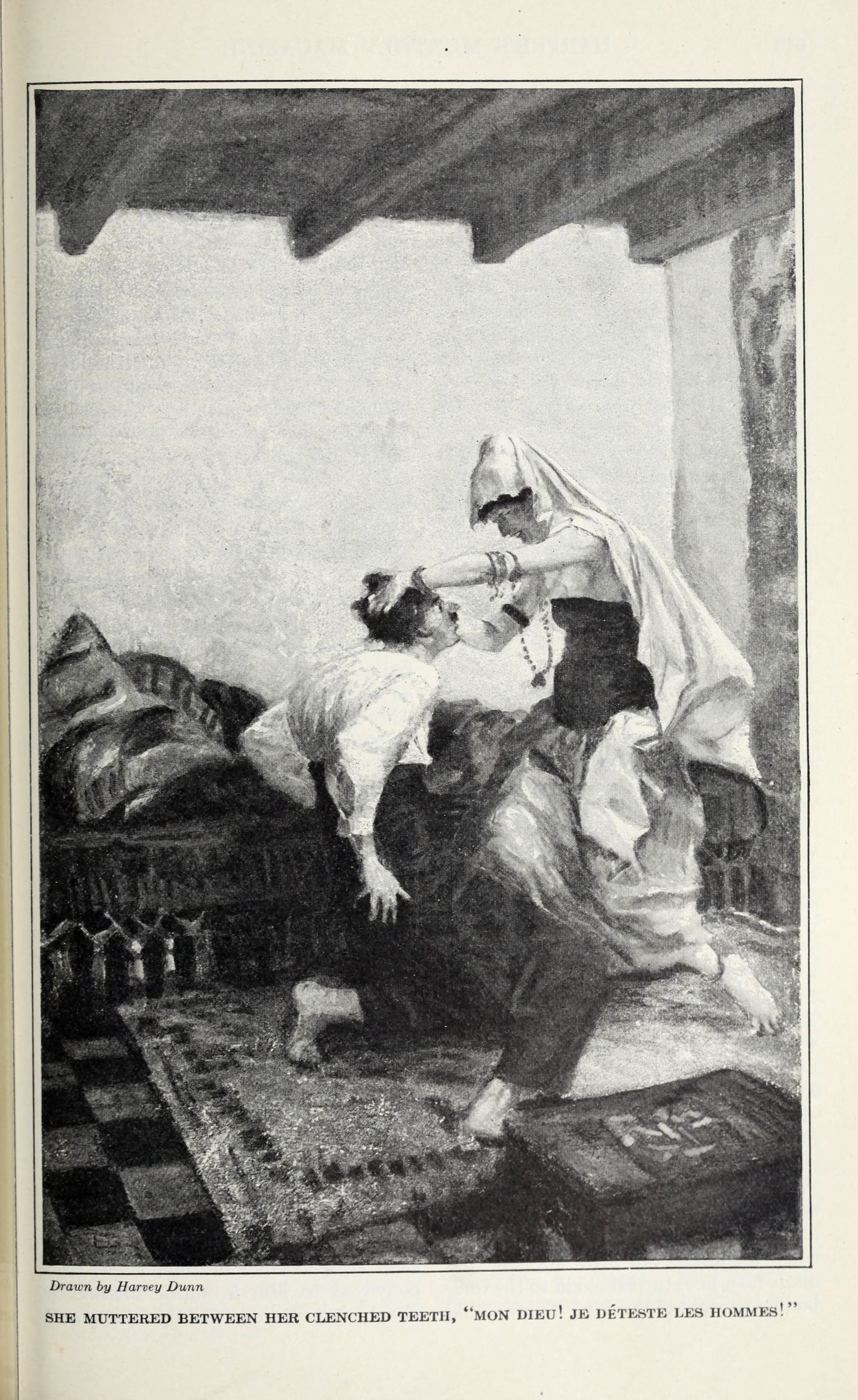
Illustration im Harper’s New Monthly Magazine (1922)
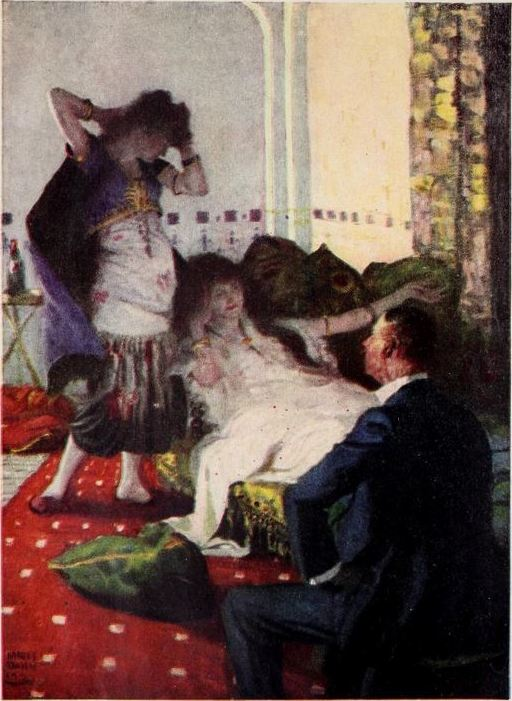
Command (Harper’s, Juni 1922)
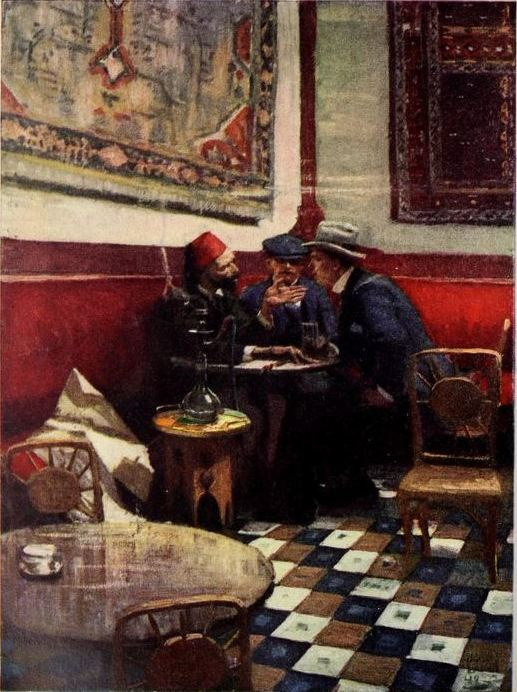
Command (Harper’s, Mai 1922)

### Gemälde über das Prärieleben in den Dakotas
Die Erinnerungen an das ländliche Leben in South Dakota waren für Dunn laut eigenen Aussagen eine mentale Zuflucht aus den Gräueln des Krieges. Die Darstellungen beliefen sich auf schon damals veraltete Haushalts- oder Arbeitstätigkeiten, welche das Leben in den Prärien der Dakotas zur Kindheit und Jugend Harvey Dunns darstellen sollten. Dieses Gemälde ist ein typisches Beispiel dafür.

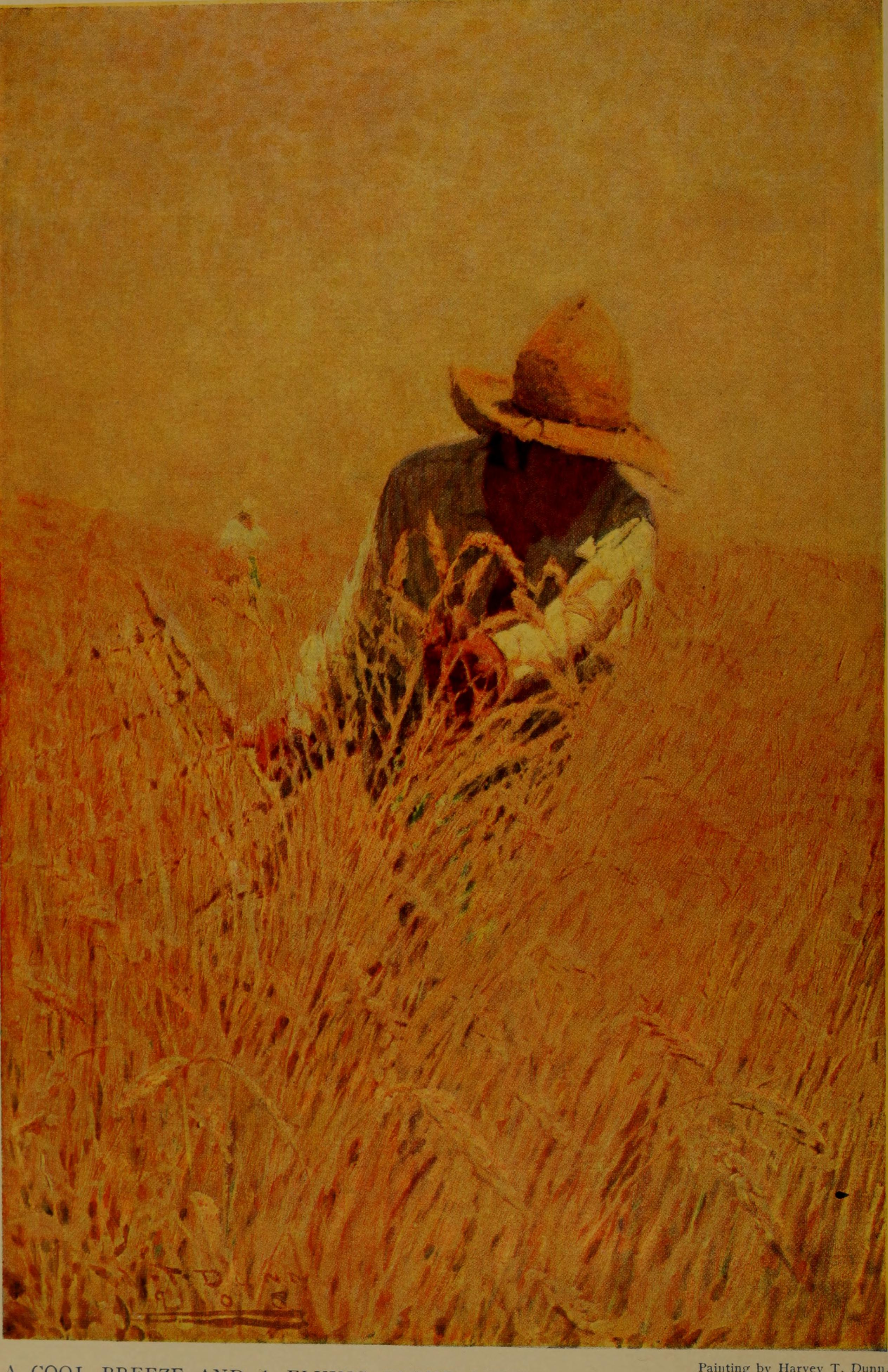
Outing (1908)